# ژان آنوی
ژان آنوی (به فرانسوی: Jean Anouilh) با نام کامل ژان ماری لوسیَن پیِر آنوی (Jean Marie Lucien Pierre Anouilh) (زادهٔ ۲۳ ژوئن ۱۹۱۰ در بوردو – ۷ اکتبر ۱۹۸۷ در لوزان) دراماتورژ و نمایشنامه‌نویس قرن بیستم میلادی اهل فرانسه است.
ژان آنوی ۲۳ ژوئن ۱۹۱۰ در شهر بوردو در فرانسه چشم به جهان گشود. پدرش خیاط و مادرش موزیسین بود. آنوی مدتی منشی لویی ژووه کارگردان معروف تئاتر بود. او کار نویسندگی را با نمایشنامه سمور (L'Hermine) آغاز کرد که در سال ۱۹۳۲ بر صحنه رفت.
نمایشنامه لاماندارین و نمایشنامه یک زندانی وجود داشت که بترتیب در سال‌های ۱۹۳۳ و ۱۹۳۵ بر روی صحنه رفتند، موفقیت زیادی برای او همراه نداشتند اما نمایشنامهٔ مسافر بی توشه در ۱۹۳۷ با موفقیت همراه شد. این نمایشنامه جوانی را نشان می‌دهد که به هنگام جنگی حافظه خود را از دست داده و به دنبال گذشته خویش است.
نمایشنامه زن وحشی دربارهٔ عشقی ناممکن در سال ۱۹۳۸ اجرای موفقی بدست می‌آورد. در همین سال نمایش بالماسکهٔ دزدان (مجلس رقص دزدان) مورد توجه فراوان قرار می‌گیرد.
در سال ۱۹۴۴ نمایش آنتیگون مورد تحسین منتقدان واقع می‌شود. آنوی در آنتیگون رئالیسم را با افسانه‌های تراژیک یونان باستان درهم می‌آمیزد.
در سال ۱۹۵۳ او نمایش چکاوک را دربارهٔ ژان دارک می‌نویسد.
شخصیت‌های داستان‌های ژان آنوی در جستجوی خوشبختی هستند اما از آنجا که بدنامی را نمی‌پذیرند به آن دست نمی‌یابند. ایده‌آل آنان در قهرمانی، دانایی یا ناسازگاری با معاصرینشان است.